# Tommaso Cascianelli
Tommaso Cascianelli, C.P. (Capodimonte, 9 de março de 1948) é um bispo emérito católico italiano da Diocese de Irecê.